# オークラ輸送機
オークラ輸送機株式会社（オークラゆそうき）は兵庫県加古川市に本社を構える物流機器メーカーである。1927年創業。

## 会社概要
各種工場に設置されているコンベアの製造元としてその名を知られる。特にローラーの回転力により自重でモノを搬送することが可能な「コロコン」は同社が開発した最大の物流システムとして非常に有名である。
その他、現代のように多品種少量時代に合わせた、自動パレット積み付け機「パレタイザ」や高能力仕分けシステム「ユニソーター」なども同社の開発した物流システムであり、その開発能力の高さを買われて、海外に多くの合弁会社やグループ企業が存在する。
現在でも化粧品、日用品などの小型製品向けに開発された「ファーストピッカー」「ボールピッカー」などの物流システムは、商品の様々なカタチに対応した自動ピッキングシステムとして知られており、国内のみならず世界中の工場や物流拠点で用いられている。
本社工場内には大庫記念館が開設されており、会社の歴史やマテハンに関する展示が行われているが、2017年8月1日より本社再開発に伴い臨時休館している。

## 事業所
- 本社所在地：兵庫県加古川市野口町古大内900番地
- 東京本部：東京都中央区日本橋堀留町 1-4-8 杉村ビル内
- 大阪支店：大阪市淀川区宮原1-2-33　MSEビル内

## 広告活動
- 長年にわたり東海ラジオの平日朝と平日昼間の番組内でCMを放送している。
- 過去にはザ・ピーナッツの2人が、同社が1955年に「コロコン」を開発した当時、宣伝用にイメージソングを歌っていたこともあった[3]。

## 画像

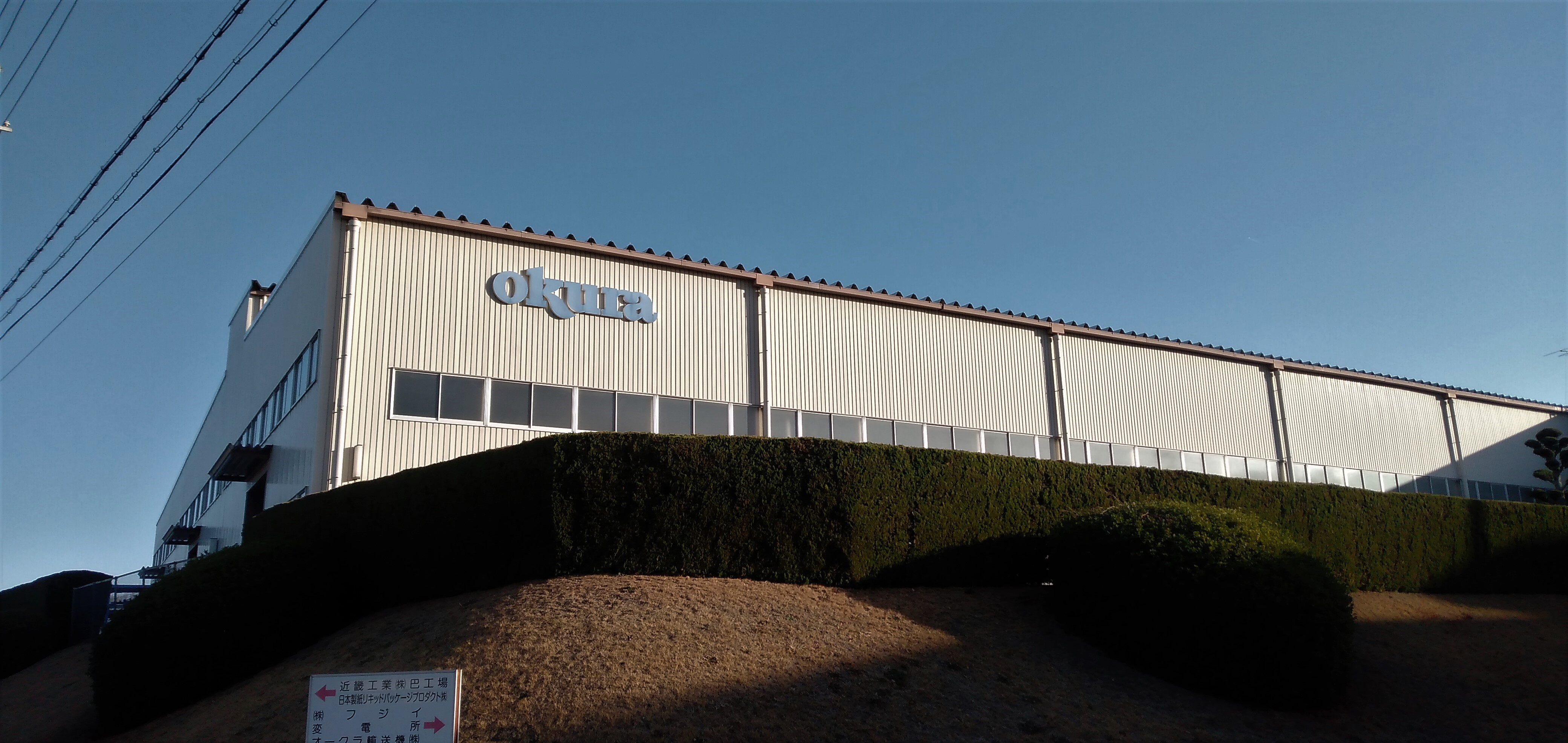
三木工場建屋
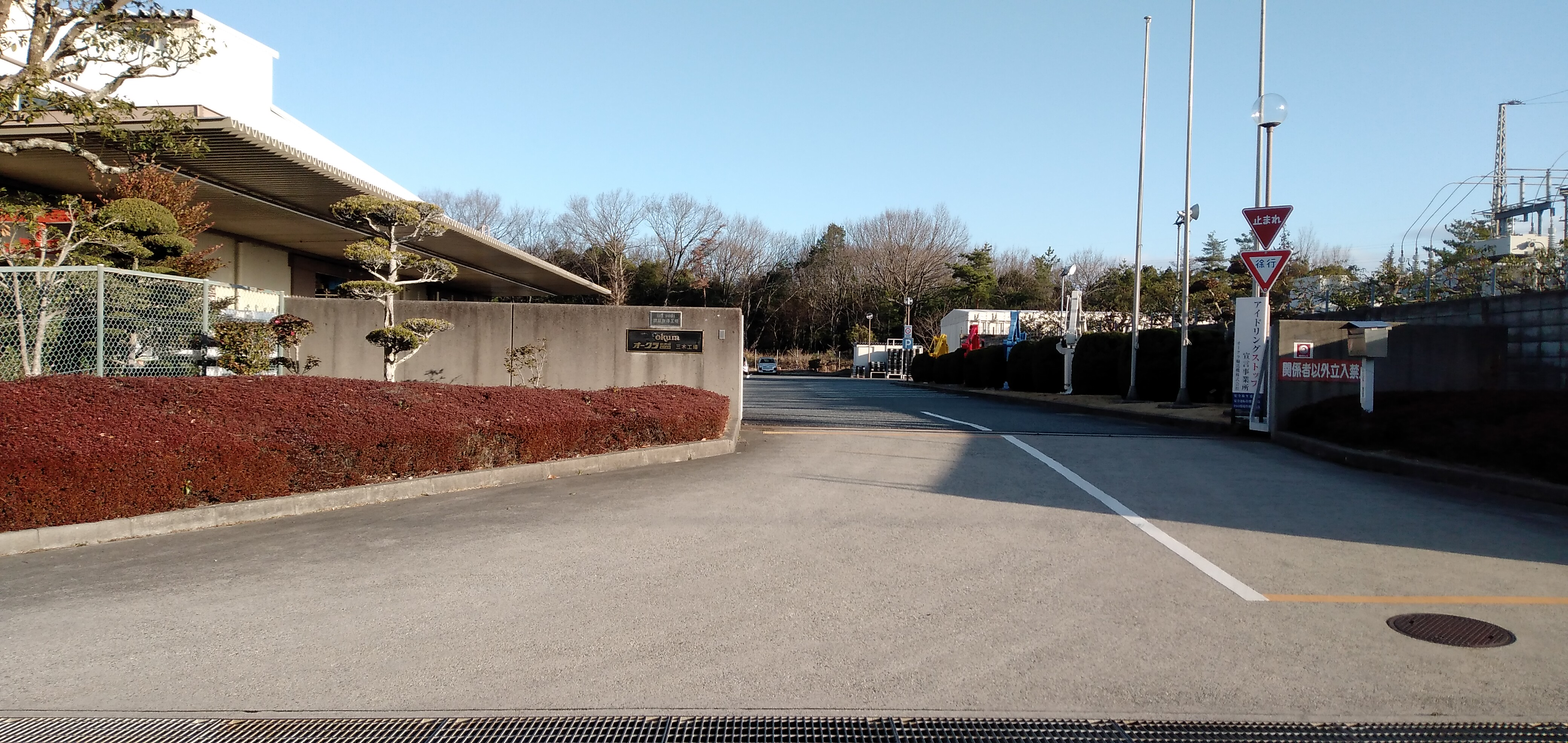
三木工場正門